# Wasz
Wasz (arab. واش) – wieś w Syrii, w muhafazie Aleppo. W 2004 roku liczyła 810 mieszkańców.